# Jardine River
Der Jardine River ist ein Fluss auf der Kap-York-Halbinsel im äußersten Norden des australischen Bundesstaates Queensland. Er ist mit 162 Kilometer Länge der nördlichste größere Fluss auf dem australischen Festland.

## Name
Der Fluss wurde nach dem Entdecker Francis Lascelle Jardine benannt.

## Geographie

### Flusslauf
Der Fluss entspringt im Südteil des Jardine-River-Nationalparks, etwa zehn Kilometer von der Küste des Korallenmeeres in den nördlichen Ausläufern der Great Dividing Range. Er durchfließt zunächst den Nationalpark in nördlicher Richtung und wendet seinen Lauf dann nach Westen. An der Westgrenze des Nationalparks trifft er auf die einzige Zufahrtsstraße des Gebietes, die Peninsula Developmental Road, die von dort den Fluss rund zehn Kilometer lang begleitet, bevor sie nach Süden abbiegt. Der Fluss biegt wieder nach Norden ab und bildet das Sumpfgebiet Jardine Swamps. Wenige Kilometer nördlich des Sumpfgebietes mündet der Jardine River ungefähr 15 Kilometer westlich der Kleinstadt Injinoo in die Arafurasee.

### Nebenflüsse mit Mündungshöhen
Der Jardine River hat folgende Nebenflüsse:
- McHenry River – 44 m
- Derring Creek – 27 m
- Elliot Creek – 18 m
- Packsaddle Creek – 18 m
- Bradford Creek – 17 m
- Warra-Wong Creek – 14 m
- Sanamere Creek – 13 m